# La Zurda
La Zurda fue una banda de rock argentina nacida en la ciudad bonaerense de Haedo en 1997. La banda mezcló el rock con sonidos autóctonos de las culturas de Hispanoamérica.

## Historia
En el año 2000 resultan los ganadores del concurso La Resistencia en el que participaron 2500 bandas de Iberoamérica y cuyo premio consistía en la grabación de un disco con la discográfica Surco (Universal). El aluvión musical que provocan sobre el escenario intentando resucitar el folklore escondido, animándose a fusionarlo con sonidos de patrias lejanas, pero a la vez hermanadas, y al hacerlo en una misma canción, sirvió para que el jurado (compuesto por Gustavo Santaolalla, Tomas Cookman, Tito Fuentes, Kiko Veneno, Erich Martino y Jorge Mondragón) los seleccionen como grupo ganador, obteniendo así la grabación del disco bajo la producción de Santaolalla, para el sello Surco/Universal, la participación de la banda sonora de una película, y 20.000$. Durante los días posteriores al concurso, se presentan en el Festival Vive Latino, junto a The Wailers, Fishbone, Los Fabulosos Cadillacs y Molotov, entre otros.
En el año 2003 editan su primer disco bajo el nombre de Falopero este mundo, que fue coproducido por Mono Morello y Gustavo Santaolalla, en el que contaron con colaboraciones como Jaime Torres y Juan Cruz Urquiza entre otros.
En el año 2007, lanzaron al mercado su segundo trabajo, Para viajar; que fue grabado en los estudios Del Cielito y Panda; el cual contó con la producción de Alfredo Toth, Pablo Guyot y de la propia banda. Durante el año 2009 realizaron más de treinta conciertos por barrios de la provincia de Buenos Aires y alrededor de veinte en distintas ciudades de Italia. También, se presentaron en el festivales como Pepsi Music, Sunsplash, y Arezzo Wave, entre otros.
En 2010 publicaron su tercer álbum de estudio que llevó por título Acá y ahora. Grabado en Europa, cuenta con la colaboracióm de la banda No Te Va Gustar (Uruguay) y Negrita (Italia).
En toda su carrera, la banda compartió escenario con bandas como Molotov, Os Paralamas do Sucesso, Emir Kusturica and the No Smoking Orchestra, Mad Profesor y Bersuit Vergarabat, entre otros, participando también de festivales como Quilmes Rock, Baradero Rock, Mendoza Despierta, Gessell Rock, etc. Durante los últimos años, la banda tuvo la oportunidad de cruzar hasta Europa en cuatro ocasiones, para hacer giras por España e Italia, lugares donde, debido a la masividad que consiguieron, decidieron lanzar el video de Santa Anita [MTV Italia].
La Zurda se caracteriza por la mezcla de rock con los sonidos autóctonos de las culturas de América Latina, dada por la implementación de instrumentos como el charango, el ronroco, cajón peruano y el bombo legüero. 
Esto, sumado a la renovación musical y a las experiencias vividas a lo largo de más de 10 años de carrera, los llevó a ganarse un muy buen lugar en al ambiente musical. Sin embargo, la banda comunicó su disolución en abril de 2013 a través de un mensaje en su página de Facebook.

## Integrantes
- Emanuel Yazurlo - Voz, Charango, Trompeta y Armónica.
- Juan Manuel Bruno - Guitarra, Voz.
- Leonel Macaluse - Batería, Percusión y Sampler.

## Exintegrantes
- Nahuel Suárez - Bajo.
- Guillermo Cinto -Percusión.
- Álvaro Campos - Bajo.

## Discografía
| Año  | Nombre del álbum    | Discográfica        | Tipo de álbum |
| ---- | ------------------- | ------------------- | ------------- |
| 2003 | Falopero este mundo | Surco               | En estudio    |
| 2007 | Para viajar         | Del Cielito Records | En estudio    |
| 2010 | Acá y ahora         | Pirca/Live gloval   | En estudio    |